# المؤسسة الوطنية لتوثيق تاريخ فلسطين وحفظ الذاكرة
المؤسسة الوطنية لتوثيق تاريخ فلسطين وحفظ الذاكرة هي هيئةٌ عامّة فلسطينيّة مستقلة ماليًّا وإداريًّا، أُنشئت بمرسومٍ رئاسيّ في 1 فبراير 2024 للتوثيق الشامل لتاريخ فلسطين والحفاظ على الذاكرة والرواية الوطنيّة.

## النشأة والتأسيس
جاء تأسيس المؤسسة بموجب مرسوم رئاسي رقم (1) لسنة 2024 الذي منحها شخصية اعتبارية واستقلالًا ماليًّا وإداريًّا، وحدّد مقرّها الدائم في القدس، على أن يكون المقرّ المؤقّت في رام الله إلى حين تيسّر الظروف.

## الأهداف
حدّد المرسوم أربعة أهداف رئيسة: 
1. توثيق وكتابة تاريخ فلسطين (أرضًا وشعبًا وقضيّة) ضمن رؤيةٍ وطنيّة تُشكّل ذاكرةً جماعيّة.
2. توثيق تاريخ الصراع الفلسطيني-الصهيوني بجذوره التاريخيّة وأبعاده المعاصرة.
3. توثيق مسيرة الحركة الوطنيّة الفلسطينيّة في جميع مراحلها.
4. المساهمة في اقتراح مناهج دراسيّة جامعيّة ومدرسيّة حول تاريخ فلسطين والقضيّة الفلسطينيّة.

## المهام والاختصاصات
تتولّى المؤسسة تنفيذ مجموعة من المهام أبرزها:
- إعداد وتأليف كتبٍ ودراساتٍ متخصّصة.[3]
- إنشاء أرشيف مركزي لحفظ الوثائق والمخطوطات والخرائط المتعلقة بفلسطين، بالتنسيق مع المكتبة الوطنية الفلسطينية.
- ترجمة الإصدارات التاريخيّة حول فلسطين إلى العربية.
- عقد الندوات والمؤتمرات المتخصّصة.
- تعزيز التعاون مع مراكز البحث والجامعات عالميًّا.

## الهيكل التنظيمي

### مجلس الأمناء
يرأس رئيس دولة فلسطين مجلس أمناءٍ يضم شخصيّات أكاديمية وثقافية لا يقل عددها عن 25 ولا يزيد على 50 عضوًا.

### مجلس الإدارة
شكَّل قرار رئاسي رقم (29) لسنة 2024 مجلس إدارةٍ من تسعة أعضاء برئاسة زياد أبو عمرو:
- زياد محمود حسين أبو عمرو – رئيسًا
- أحمد عبد السالم مجدلاني – عضوًا
- فارسين أوهانس أغابكيان – عضوًا
- أحمد نجيب عسّاف – عضوًا
- مصطفى داود كبها – عضوًا
- أمين عبد الله محمود – عضوًا
- نظمي أمين الجعبة – عضوًا
- هنيدة عمر غانم – عضوًا
- متري بشارة راهب – عضوًا

## الجدل
أثار إنشاء المؤسسة نقاشًا في الأوساط الإعلاميّة حول علاقته المحتملة بتعديل المناهج الدراسيّة وضغوط سياسيّة خارجيّة، إذ انتقد مقالٌ نشرته شبكة «راية» توقيت المرسوم وربط بعض أهدافه بمسألة «إعادة كتابة التاريخ».

## صلة بالمؤسسات الأخرى
- المكتبة الوطنية الفلسطينية
- مؤسسة الدراسات الفلسطينية
- المتحف الفلسطيني

## وصلات خارجية
- نصّ مرسوم التأسيس على موقع وزارة العدل الفلسطينية [وصلة مكسورة] نسخة محفوظة 2025-05-16 at mjr.ogb.gov.ps

- نصّ قرار تشكيل مجلس الإدارة [وصلة مكسورة] نسخة محفوظة 2025-05-16 at mjr.ogb.gov.ps